# 10123 Fideöja
10123 Fideöja là một tiểu hành tinh vành đai chính với chu kỳ quỹ đạo là 1248.6058968 ngày (3.42 năm).
Nó được phát hiện ngày 17 tháng 3 năm 1993.